# Мічурінське (Хабарський район)
Мічу́рінське (рос. Мичуринское) — село у складі Хабарського району Алтайського краю, Росія. Адміністративний центр Мічурінської сільської ради.

## Населення
Населення — 931 особа (2010; 875 у 2002).
Національний склад (станом на 2002 рік):
- росіяни — 95 %